# Christian Holsten
Christian Kurt Holsten, niederdeutsch Krüschan Holschen (* 17. Oktober 1922 in Otterstedt, Kreis Achim; † 8. August 1993 in Bremen) war ein niederdeutscher Schriftsteller. Er wirkte auch als Vortragskünstler und Sprecher in plattdeutschen Sendungen Radio Bremens.

## Biografie
Der Sohn eines Konstrukteurs ging nach dem Volksschulbesuch in seinem Geburtsort ab 1937 auf die Oberschule in Bederkesa. 1941 wurde er Soldat im Zweiten Weltkrieg. Noch vor der Aufnahme seines Studiums der Germanistik und Philosophie 1949 an der Universität Hamburg trat der junge Dichter als „Holschen“ mit einem ersten humoristischen Band mit Gedichten, Erzählungen und einem Einakter in niederdeutscher Sprache hervor. Dieser wurde später mehrfach neu aufgelegt.
Nach dem Studium war der Autor als freier Schriftsteller in Bremen tätig und veröffentlichte weitere erfolgreiche Bücher mit niederdeutscher Lyrik und Prosa, aber auch ein Reisebericht erschien in Buchform. Weiterhin versuchte Holsten sich als Dramatiker, so mit dem Dreiakter Koornblomen för den Smuuskater, der als Kattenjammer am 15. Januar 1984 seine Erstaufführung durch das Ohnsorg-Theater erfuhr. Zuletzt schrieb er zusammen mit seiner Frau Marion das Theaterstück De Bregendöscher (1991), einen „plattdüütschen Smüsterkrimi in 5 Optöög“.
Bekanntheit hatte Holsten aber vor allem auch durch seine ausgedehnte Rezitationstätigkeit bezüglich eigener Werke erlangt. Seine hintergründig-humorvollen bis grotesken Texte waren besonders zum Vortrag geeignet. Holsten selbst brachte sie denn auch häufig ohne Manuskript, wodurch sich Texte manchmal über Jahre weiterentwickelten. Viele Hörfunksendungen seiner Gedichte oder Kurzgeschichten liefen im Norddeutschen Rundfunk und Radio Bremen, wo er auch anderweitig als Sprecher wirkte. Auch für Schallplatten sprach Holsten seine Texte, so innerhalb der Reihe Niederdeutsche Stimmen.
Holsten war seit dem 10. November 1960 mit Marion Lina Anneliese geb. Haubold verheiratet. Die Eheschließung fand in Otterstedt statt. Aus dieser Ehe entstammen zwei Kinder. Christian Holsten starb am 8. August 1993 um 11:45 Uhr in seiner Wohnung im Rethfeldsfleet 5a in Bremen im Stadtteil Borgfeld im Alter von 70 Jahren. Er war evangelischer Konfession.

## Wirken
Holsten gilt als einer der Klassiker moderner niederdeutscher Literatur. Innerhalb des Niederdeutschen gilt der Autor zudem als Schöpfer einiger Neologismen. Lyrische Werke Holstens wurden zum Teil als Lieder vertont.
Ein Hörbuch im Quickborn-Verlag, Pinneberg, in dem der Sprecher Manfred Andersen sich an der begeisternden Vortragsweise Holstens orientierend erstmals plattdeutsche Geschichten des Autors vorträgt, erschien 2005 posthum. Hiernach wurden noch weitere Holsten-Hörbücher mit diesem Sprecher veröffentlicht. Auch andere niederdeutsche Rezitatoren wie Ivo Braak hatten zuvor Holsten-Texte für Schallplattenaufnahmen vorgelesen.

## Ehrungen
- Holsten erhielt 1976 den Fritz-Reuter-Preis der Alfred-Toepfer-Stiftung.
- Die Christian-Holsten-Straße in Bremen-Borgfeld wurde 2000 nach ihm benannt.

## Werke

### Bibliographie (Auswahl)
- Holschen. 1948
- De gesunne Karkenslaap un annere Smüüstergeschichten. 1962.
- Mit den groten Brummvagel in Unkel Sam sien Land. 1963.
- Hochtietsgrusen. 1969.
- Riemelreegen. 1974.

### Hörspiel
- 1961: Homunkula – Ein plattdeutsches Funkspiel aus dem Jahr 3000 – Produzent: NDR – Komposition: Fernando Seeger;

Regie: Heinz Lanker, mit Hartwig Sievers (Verteller), Gisela Wessel (Homunkula), Karl-Heinz Kreienbaum (Holschen), Walther Bullerdiek (Der Herr vun de Moral), sowie Otto Schröder, Gertrud Ziegeler-Norgall und Max Zawislak
Abspieldauer: 24’05 Minuten.
Das Tondokument ist noch erhalten.

### Diskographie (Auswahl)
- Autorenlesungen
  - De gesunne Karkenslaap – Dree Wunner (25-cm-LP, EA 1966)
  - Dat Andenken – Hochtietsgrusen (25-cm-LP, EA 1967)
  - De Wiehnachtsmann – Zisch (30-cm-LP, EA 1972)